# Kirani James
| Rang                     | Leichtathlet      | Anzahl |
| ------------------------ | ----------------- | ------ |
| 1.                       | Michael Johnson   | 22     |
| 2.                       | Kirani James      | 10     |
| 3                        | Jeremy Wariner    | 9      |
| 3                        | LaShawn Merritt   | 9      |
| 5.                       | Wayde van Niekerk | 6      |
| 5.                       | Steven Gardiner   | 6      |
| 7.                       | Harry Reynolds    | 4      |
| 7.                       | Quincy Watts      | 4      |
| 7.                       | Isaac Makwala     | 4      |
| 7.                       | Michael Norman    | 4      |
| 7.                       | Muzala Samukonga  | 4      |
| Stand: 8. September 2024 |                   |        |

Kirani James CBE (* 1. September 1992 in Gouyave) ist ein grenadischer Sprinter, der sich auf den 400-Meter-Lauf spezialisiert hat. Über diese Distanz wurde er 2011 Weltmeister und im Jahr darauf Olympiasieger. Zudem gewann er zahlreiche weitere Medaillen bei internationalen Meisterschaften und ist damit der erfolgreichste Leichtathlet seines Landes.

## Sportliche Laufbahn

### Jugend- und Juniorenzeit
James trat international erstmals 2007 im Alter von 14 Jahren in Erscheinung, als er bei den CARIFTA-Games auf Providenciales in 47,86 s im 400-Meter-Lauf den Titel in der Altersklasse U17 gewann und über 200 Meter in 22,10 s den sechsten Platz belegte. Anschließend nahm er an den Jugendweltmeisterschaften in Ostrava teil und gewann dort in 46,96 s die Silbermedaille hinter dem fast drei Jahre älteren Briten Christopher Clarke. James’ Zeit von 46,96 s war die schnellste je gelaufene eines 14-Jährigen über 400 Meter. Im Jahr darauf verteidigte James seinen Titel im 400-Meter-Lauf bei den CARIFTA-Games in Basseterre in 47,87 s erfolgreich und siegte diesmal auch über 200 Meter in 21,38 s. Bei den Juniorenweltmeisterschaften in Bydgoszcz wurde er mit neuer Bestleistung von 45,70 s Zweiter. Am Ende der Saison siegte er bei den Commonwealth Youth Games in Pune in 46,66 s. Bei seiner dritten Teilnahme an den CARIFTA-Games in Vieux Fort ging er erstmals in der U20-Altersklasse an den Start. Er siegte im 400-Meter-Lauf in 45,45 s und unterbot damit den sechs Jahre alten Meisterschaftsrekord des Jamaikaners Usain Bolt um neun Zehntelsekunden. Zudem wurde er über 200 Meter und mit der 4-mal-100-Meter-Staffel disqualifiziert, gewann aber mit der 4-mal-400-Meter-Staffel in 3:11,93 min die Bronzemedaille. Außerdem siegte er anschließend bei den Jugendweltmeisterschaften in Brixen über 200 und 400 Meter in 21,05 s und 45,25 s, was ebenfalls einen neuen Meisterschaftsrekord darstellte. Auch bei den Panamerikanischen-Juniorenmeisterschaften in Port of Spain siegte er in 45,43 s über 400 Meter und belegte mit der 4-mal-400-Meter-Staffel in 3:11,91 min den fünften Rang. Unter mehreren US-Colleges, die James aufgrund seiner herausragenden Leistungen Sportstipendien anboten, entschied er sich für die Alabama State University.
Im April 2010 gewann James bei den CARIFTA-Games in George Town in der U20-Altersklasse die Titel im 200- und im 400-Meter-Lauf und erzielte mit 20,76 s und 45,02 s in beiden Wettbewerben persönliche Bestleistungen. Über 400 Meter steigerte er sich sechs Wochen später noch um eine Hundertstelsekunde. Anschließend genügtem ihm bei den Juniorenweltmeisterschaften im kanadischen Moncton 45,89 s zum Sieg.

### Internationale Erfolge
Ende Februar 2011 steigerte James seine Hallenbestleistung über 400 Meter auf 44,80 s und rückte damit auf den dritten Platz in der ewigen Hallenbestenliste hinter den US-Amerikanern Michael Johnson und Kerron Clement vor. Im Juli trat er bei den Zentralamerika- und Karibikmeisterschaften (CAC) in Mayagüez mit der 4-mal-400-Meter-Staffel an und belegte dort mit neuem Landesrekord von 3:04,27 min den fünften Platz. Zudem nahm er erstmals an den Weltmeisterschaften im südkoreanischen Daegu teil und siegte dort über seine Paradestrecke mit neuer Bestleistung von 44,60 s und gewann damit die erste Medaille für Grenada überhaupt. Beim Leichtathletik-Meeting Weltklasse Zürich konnte er sich erneut steigern und lief eine Zeit von 44,36 s, woraufhin ihn der Leichtathletik-Weltverband (IAAF) zum Nachwuchsathleten des Jahres. 2012 erfolgte die Teilnahme an den Hallenweltmeisterschaften in Istanbul, bei denen er in 46,21 s den sechsten Platz belegte. Zudem qualifizierte er sich erstmals für die Olympischen Spiele in London und gewann dort mit 43,94 s im Finale überlegen die Goldmedaille. Es war die erste Medaille für Grenada in der Geschichte der Olympischen Spiele und zugleich war seine Zeit auch Landesrekord, Weltjahresbestleistung und die schnellste Zeit, die seit 2008 gelaufen wurde.
2013 war die 400-Meter-Saison auf den Zweikampf zwischen ihm und dem US-Amerikaner LaShawn Merritt zugeschnitten. Bereits in drei Rennen vor den Weltmeisterschaften in Moskau begegneten sich die beiden. Zwei der drei Duelle konnte James für sich entscheiden, wobei er in Paris mit 43,96 s zwischenzeitliche Weltjahresbestleistung lief. Bei den Weltmeisterschaften lief er ungefährdet ins Finale; dort wurde er – geschwächt von Magenbeschwerden – in 44,99 s nur Siebter und musste so Merritt die Goldmedaille überlassen. Bei ihrem letzten Aufeinandertreffen des Jahres in Zürich musste er sich mit 44,32 s erneut seinem Kontrahenten geschlagen geben. Im Jahr darauf bestritt James nur sehr wenige Rennen, sicherte sich aber im Juli bei den Commonwealth Games in Glasgow mit neuem Spielerekord von 44,24 s die Goldmedaille. 2015 bestritt er wieder regelmäßig Rennen der Diamond League und qualifizierte sich erneut für eine Teilnahme an den Weltmeisterschaften in Peking, bei denen er mit Saisonbestleistung von 43,78 s im Finale die Bronzemedaille hinter dem Südafrikaner Wayde van Niekerk und LaShawn Merritt aus den Vereinigten Staaten gewann.
2016 nahm er als Titelverteidiger an den Olympischen Spielen in Rio de Janeiro teil und gelangte auch dieses Mal wieder bis in das Finale, in dem er in 43,76 s die Silbermedaille hinter van Niekerk gewann, der dort mit 43,03 s einen neuen Weltrekord aufstellte. Nachdem James in den Jahren 2017 und 2018 verletzungsbedingt kaum Wettkämpfe bestreiten konnte, gelang es ihm, sich 2019 für die Weltmeisterschaften in Doha zu qualifizieren, bei denen er bis in das Finale gelangte, in dem er mit 44,54 s den fünften Platz belegte. 2021 siegte er in 44,74 s beim Ostrava Golden Spike sowie in 44,63 s beim Bauhaus-Galan in Stockholm. Anschließend gelangte er bei den Olympischen Spielen in Tokio bis ins Finale, in dem er in 44,19 s die Bronzemedaille hinter dem Bahamaer Steven Gardiner und Anthony Zambrano aus Kolumbien die Bronzemedaille gewann. Während der Schlussfeier war er der Fahnenträger seiner Nation. Anschließend wurde er beim Memorial Van Damme in 44,51 s Zweiter. Im Jahr darauf siegte er zum Saisonauftakt in 45,63 s bei den USATF Bermuda Games und anschließend in 44,70 s beim Puerto Rico International Athletics Classic. Beim Prefontaine Classic wurde er in 44,02 s Zweiter und siegte dann in 44,54 s bei der Golden Gala Pietro Mennea sowie in 44,78 s bei den Bislett Games. Daraufhin erreichte er bei den Weltmeisterschaften in Eugene bis ins Finale und gewann dort in 44,48 s die Silbermedaille hinter dem US-Amerikaner Michael Norman. Im August wurde er beim Memoriał Kamili Skolimowskiej in 44,55 s Zweiter und siegte dann in 44,26 s bei Weltklasse Zürich und sicherte sich damit zum dritten Mal die Gesamtwertung der Diamond League.
2023 wurde er bei den Weltmeisterschaften in Budapest im Finale über 400 Meter disqualifiziert. Anschließend siegte er in 44,38 s bei der Xiamen Diamond League sowie in 44,30 s beim Prefontaine Classic und sicherte sich damit den Sieg in der Diamond League. Im Jahr darauf siegte er in 46,00 s beim Bermuda Grand Prix und wurde bei den Bislett Games in 44,58 s Zweiter. er siegte in 44,55 s beim USATF New York City Grand Prix und gelangte dann bei den Olympischen Sommerspielen in Paris mit 43,87 s im Finale auf Rang fünf. Anschließend wurde er bei der Golden Gala in 44,30 s Zweiter.
2009 wurde James grenadischer Meister im 400-Meter-Lauf und in den Jahren 2011 und 2011 sicherte er sich den College-Meistertitel in den Vereinigten Staaten über 400 Meter. Zudem wurde er 2011 und 2015 Gesamtsieger der IAAF Diamond League.

## Persönliche Bestleistungen
- 200 Meter: 20,41 s, 16. April 2011 in El Paso (grenadischer Rekord)
  - 200 Meter (Halle): 20,58 s, 21. Januar 2011 in Albuquerque (grenadischer Rekord)
- 400 Meter 43,74 s, 3. Juli 2014 in Lausanne (grenadischer Rekord)
  - 400 Meter (Halle): 44,80 s, 27. Februar 2011 in Fayetteville (Juniorenweltrekord)